# 黑田秀忠
黑田秀忠（1492年？—1546年2月）是日本戰國時代在越後國的武將。

## 生平
在明應元年（1492年）出生。受到越後國守護代長尾為景信任，成為守護上杉定實的家臣黑田長門守的養子，繼承黑田家。
因為為景的後繼人晴景病弱，而且沒有統率力，因此策劃獨立。在天文14年（1545年），殺死晴景的弟弟景康、景房等人，並在10月發起謀反，但是被晴景的弟弟景虎（後來的上杉謙信）命令的村山與七郎攻進居城黑瀧城，於是降伏。
翌年（1546年）2月，再度發起謀反，但是被景虎攻擊並戰敗，被命令與一族一同自殺。因為這次戰功，景虎在家中的武名得以提升。